# مجلس الجمهورية
مجلس الجمهورية (بالبرتغالية: Assembleia da República‏) هو الهيئة التشريعية في البرتغال، الذي تأسس عام 1976، ويتكون من 230 مقعداً، يقع المقر الرئيسي له في São Bento Palace ‏.

## وصلات خارجية
- الموقع الرسمي